# Sân bay quốc tế Mostar
Sân bay quốc tế Mostar (tiếng Croatia: Međunarodna Zračna Luka Mostar) (IATA: OMO, ICAO: LQMO) là một sân bay gần Mostar, Bosna và Hercegovina. Sân bay Mostar được mở cửa cho hoạt động bay dân sự năm 1965.
Năm 1984, sân bay này thành sân bay quốc tế. Đây là một sân bay dự bị của Sân bay quốc tế Sarajevo trong mùa Thế vận hội mùa Đông năm 1984. Sân bay này cũng được người hành hương sử dụng để đi Međugorje.

## Các hãng hàng không và các tuyến bay
- Austrian Airlines (Wien) (dự kiến tháng 9 năm 2008)
- B&H Airlines (Istanbul-Atatürk, Stuttgart)